# Kirche Karkeln
Bei der Kirche in Karkeln (russisch Кирха Каркельна Kircha Karkelyna) handelte es sich um ein Bauwerk, das 1722 zunächst als Feldsteinbau errichtet, dann 1898/1899 in neugotischem Stil mit Turm versehen und erweitert wurde. Bis 1945 war sie evangelisches Gotteshaus für die Bewohner im ostpreußischen Kirchspiel des heute Myssowka genannten Ortes in der russischen Oblast Kaliningrad (Gebiet Königsberg (Preußen)). Die Kirche ist nicht mehr vorhanden.

## Geographische Lage
Das heutige Myssowka liegt am Ostufer des Kurischen Haffs (russisch: Kurschskaja saliw) an der Mündung des gleichnamigen Flüsschens Karkeln (heute russisch: Schirokaja) in die Rohrbucht (Kamyschewy saliw). Der Ort ist Endpunkt der von Sowetsk (Tilsit) kommenden russischen Regionalstraße R 513. Eine Bahnanbindung besteht nicht. 
Der einstige Standort der Kirche liegt im südöstlichen Ortsbereich im Gelände des ehemaligen Friedhofs. An der Stelle der Kirche steht heute ein Clubhaus.

## Kirchengebäude
Als erste Kirche wurde in Karkeln 1680 ein Gebäude aus Holz und Lehm errichtet und mit einem Rohrdach versehen. Doch dieses brannte nieder. Im Jahre 1722 errichtete man ein neues Gotteshaus, zunächst als Feldsteinbau ohne Turm, dann 1898/1899 mit Chor, Sakristei, Emporen und einem Turm in neugotischem Stil erweitert.
Im Kircheninnern war die Decke leicht gewölbt. Reste der Ausstattung der ersten Kirche wurden eingebracht, darunter ein wertvoller Holzkronleuchter. Altar und Kanzel waren vereinigt. Im Zuge der Erweiterungsarbeiten wurde 1898 die Orgel restauriert.
Den Zweiten Weltkrieg überstand die Karkelner Kirche wegen einer Minenexplosion nur leidlich und mit Beschädigungen. Dann aber wurde das Dach undicht und 1949 brannte der Turm aus. Als 1959 nach einem Deichbruch das ganze Land überschwemmt war, riss man die Kirche nieder und verwendete die Steine zur Auffüllung der Ausspülungen. Auf dem Platz der Kirche steht heute ein Clubhaus.

## Kirchengemeinde
Ursprünglich war die Karkelner Kirche eine Filialkirche der Kirche Ruß (der Ort heißt heute litauisch: Rusnė) im Kirchenkreis Heydekrug (litauisch: Šilutė). Im Jahre 1644 wurde Karkeln eine selbständige Pfarrei mit eigenem Kirchspiel. Zwischen 1711 und 1834 dann gehörte Karkeln zur Kirche Schakuhnen (der Ort hieß zwischen 1938 und 1946: Schakendorf, heute russisch: Lewobereschnoje), danach bis 1847 zur Kirche Kallningken (1938 bis 1946: Herdenau, russisch: Prochladnoje). Nach 1847 wieder eigenständig wurde die Pfarrei Karkeln in den Kirchenkreis Niederung (ab 1939: Elchniederung) innerhalb der Kirchenprovinz Ostpreußen der Kirche der Altpreußischen Union überstellt. Diese Zugehörigkeit bestand bis 1945.
Im Jahre 1925 gehörten zum Kirchspiel Karkeln 1.189 Gemeindeglieder, die in vier Kirchspielorten und -ortschaften wohnten.
Flucht und Vertreibung der einheimischen Bevölkerung im Zusammenhang des Zweiten Weltkrieges sowie die restriktive Religionspolitik der Sowjetunion brachten das kirchliche Leben in dem nun Myssowka genannten Ort zum Erliegen. Heute liegt das Dorf im Einzugsbereich der in den 1990er Jahren neu entstandenen evangelisch-lutherischen Kirchengemeinde in Slawsk (Heinrichswalde) innerhalb der Propstei Kaliningrad (Königsberg) der Evangelisch-lutherischen Kirche Europäisches Russland.

### Kirchspielorte
Bis 1945 gehörten zum Kirchspiel Karkeln:
| Name                        | Änderungsname 1938 bis 1946 | Russischer Name |
| --------------------------- | --------------------------- | --------------- |
| Akminge (anteilig)          | Ibenwerder                  | Selenez         |
| *Karkeln                    |                             | Myssowka        |
| Parungaln                   |                             |                 |
| Tramischen (ohne Eisenberg) | Trammen                     | Rasdolnoje      |

### Pfarrer
An der Kirche Karkeln amtierten als evangelische Geistliche:
| 1644 bis 1711: - David Pantelius, 1644–1646 - Gotthard Ising, 1652–1665 - Michael Olderogge, 1665–1671 - Bernhard Grunau, 1671–1696 - Christoph Oehlert, 1695 - Johann Böhncke, 1696–1711 | 1842 bis 1945: - August Heinrici (Pfarrgehilfe), 1842–1847 - Johann Ed. Riedelsberger, 1847–1857 - Louis Hermann Hirsch, 1858–1866 - Adolf Wilhelm Brinkmann, 1866–1873 - Emil Alexander Noetzel, 1874–1879 - Friedrich August Klein, 1892–1894 - Karl Otto Kurschat, 1894–1899 - Wilhelm Waldemar G. Eichhorst, 1899–1912 - Johann E. E. Christoleit, 1912–1913 - Otto Tautorus, 1913–1918 - Johann Luther, 1918–1926 - K. G. Hermann Grüner, ab 1926 - Hans Kollmann, bis 1944 |

### Kirchenbücher
Von den Kirchenbuchdokumenten haben sich erhalten und werden bei der Deutschen Zentralstelle für Genealogie in Leipzig aufbewahrt:
- Taufen: 1754 bis 1765, 1767 bis 1874
- Trauungen: 1754 bis 1765, 1834 bis 1874
- Begräbnisse: 1754 bis 1765, 1767 bis 1875.